# 大華國際
大華國際（集團）有限公司，簡稱大華國際（集團），以及大華國際（英語：DAH HWA INTERNATIONAL (HOLDINGS) LIMITED，港交所除牌時0600.HK），在1949年由李達先生創立，名為「大華皮革貿易有限公司」。
而在1993年10月5日於香港交易所主板上市，而主要業務是經營皮革貿易及生產。在2004年12月29日，被黃坤進行收購，被東方明珠實業有限公司（信寶國際控股有限公司前身）換取上市。
後在2008年1月18日，更名為中國基建投資有限公司。

## 外部連結
- DahHwaLeather.com.hk（页面存档备份，存于）